# Pontus Lund
Pontus Johan Lund (ur. 1990) – szwedzki zapaśnik walczący w stylu klasycznym. Zajął trzynaste miejsce w mistrzostwach świata w 2018 i 21. miejsce na mistrzostwach Europy w 2019. Złoty medalista mistrzostw nordyckich w 2021; srebrny w 2016 i brązowy w 2019. Trzeci na ME kadetów w 2007 roku.